# Devils Lake (Oregon)
Devils Lake (česky Čertovo jezero) je jezero v okrese Lincoln County v americkém státě Oregon. Jezero se nachází mezi městem Lincoln City a obcí Neotsu v nadmořské výšce asi 1 m, jen několik desítek metrů od pobřeží Tichého oceánu. Jezero je od severu k jihu dlouhé 4,8 km a široké 1,21 km, hloubka dosahuje 6,4 m.

## Vodní režim
Vodu z jezera odvádí řeka D River do Tichého oceánu.